# Lobkowitz
La casa Lobkowitz (en checo Lobkowicz o Lobkovic en alemán: Lobkowitz) es una ilustre familia nobiliaria centro-europea, cuyos miembros fueron personajes relevantes de la historia del Sacro Imperio Romano Germánico y del Imperio austrohúngaro. Originaria de Bohemia, allá por el siglo XIV. Príncipes del Imperio Alemán desde el siglo XVII.

## Los Lobkowitz en la historia

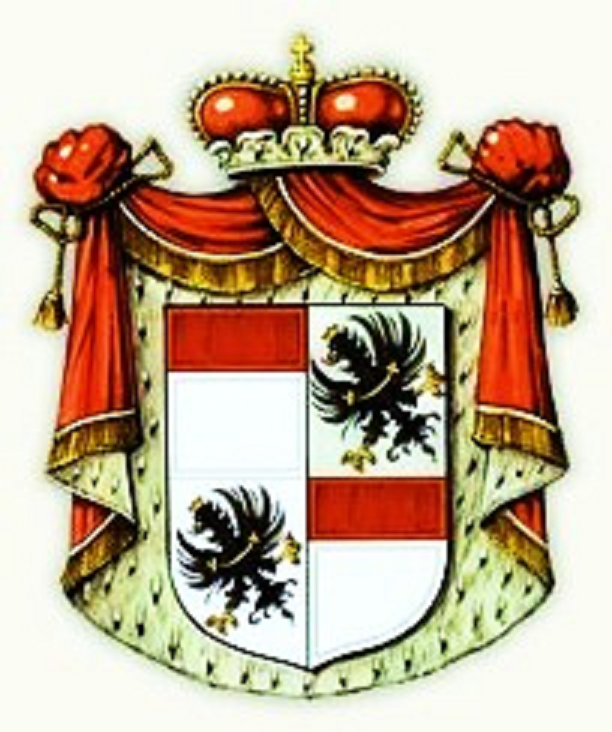
Escudo de armas de la familia Lobkowitz.

Entre los personajes más conocidos de la familia se encuentran:
- Mikuláš Chudý (el Pobre) z Újezda (c. 1378-1435) era un pobre escudero del pueblo de Újezd, en Bohemia. Después de estudiar en la Universidad Charles de Praga, se hizo escribano en Kutná Hora. El rey Wenceslao IV le recompensó por sus servicios con el título de la aldea de Lobkovice (desde entonces, Mikuláš se hizo llamar Nicholas de Lobkowicz). Llegó a escribano supremo del reino de Bohemia en 1417. Por orden del rey, capturó los castillos de varios nobles rebeldes, y se quedó con el castillo de Hasištejn.
- Nicholas Hasištejnský z Lobkowicz (+ 1462). Sucedió a su padre Nicholas of Lobkowicz. Heredó el castillo Hasištejn. Junto con su hermano Jan fue ennoblecido en 1459. Ambos elevados al estatus nobiliario de Señor por el Emperador Federico III en 1459.
- Jan Popel z Lobkowicz (+ 1470) el más joven de los hijos de Nicholas de Lobkowicz. Heredó el castillo Hluboká y la villa de Lobkovice. Junto con su hermano mayor Nicolás, fue ennoblecido en 1459.
- Jan Hasištejnský z Lobkovic (1450-1517) fue diplomático. Embajador en Luxemburgo (1477) y Roma (1487). Negoció el matrimonio, que no cuajó, entre el Rey Vladislao II con María de Borgoña. Al igual que su hermano menor, Bohuslav, el llamado "Ulysses checo", Jan viajó a Tierra Santa. Escribió un libro sobre sus experiencias (Peregrinación al Santo Sepulcro en Jerusalén, 1505). Prestó su ayuda al monasterio franciscano de Kadaň, donde está su tumba.
- Bohuslaus Lobkowicz von Hassenstein (o Bohuslav Hasištejnský z Lobkovic) (1461-1510), hermano del anterior, escritor y humanista, nacido en el castillo de Hasištejn, cerca de Kadaň, en Bohemia. Fue viajero, ensayista, filósosfo y afamado poeta. Bien conocido por su obra literaria en prosa y poesías prosas, entre ellas una sátira de la vida en la Bohemía de su tiempo. Gran viajero, estudió en Bolonia, Ferrara, y llegó hasta Egipto y Tierra Santa. Fue elegido obispo de Olomouc, sede obispal que no ocupó porque el papa se opuso al nombramiento. Recopiló más de 650 libros de humanistas y de los clásicos, número exorbitante para su época. Cerca de dos tercios de su colección se guardan en las Colecciones Lobkowicz, que incluye más de 400 incunables.
- Christoph Popel von Lobkowitz (o Krystof Popel "el Joven" de Lobkowicz) (1549-1609) fue mayordomo de Palacio durante el reinado del emperador Rodolfo II. Entre sus amigos cercanos estaba Hans von Aachen (Juan de Aquisgrán), célebre pintor de la corte. Hábil diplomático y conocedor de lenguas, se encargaba de la recepción en la corte del emperador de los visitantes extranjeros, entre ellos los persas, turcos y rusos. Intervino en las negociaciones de paz con el rey polaco Segismundo.
- Jiří Popel z Lobkowicz (c. 1551-1607 o 1613), noble católico, muy devoto, fundador del colegio jesuita de Chomutov. Restableció el monasterio de Kadaň (clausurado por su relación con los luteranos). En 1585 alcanza el importante cargo de Administrador de la Corte. Sin embargo, cayó en desgracia con el emperador Rudolfo II, que le culpó junto a otros consejeros de la derrota de su hermano Maximiliano en la batalla de Byczyna y su posterior prisión. En 1593, él y su hermano Ladislav Popel z Lobkowicz se pusieron al frente de la revuelta de los nobles contra Rodolfo II, que fracasó. entre la nobleza. Los dos hermanos huyeron de Praga y fueron sentenciados a muerte in absentia. Jiří fue capturado, pero el emperador cambió la condena a muerte por cadena perpetua y pérdida de sus propiedades. Permaneció en prisión el resto de su vida; La fecha exacta de su muerte se desconoce. Se cree que fue entre 1607 y 1613.
- Vilém mladší Popel z Lobkovic (c. 1575-1647). El 15 de junio de 1587, heredó el Señorío de Horšovský Týn, que su padre, Juan el Joven, había adquirido en 1546. Consejero real y un juez de la corte de 1628 a 1634. Cuando se hizo protestante, y tras la batalla de La Montaña Blanca (1620), fue depuesto en favor de la línea católica Lobkowicz.

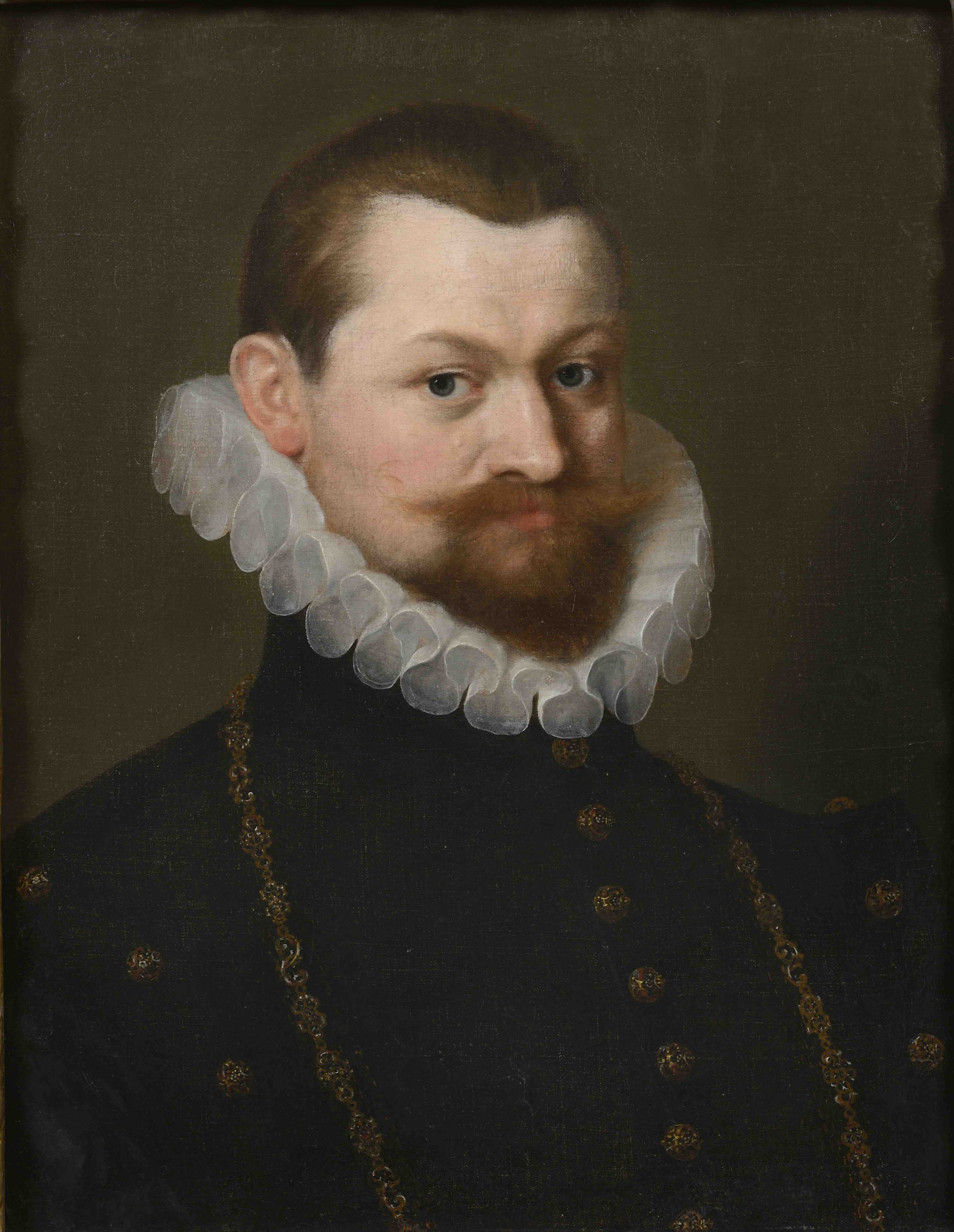
Zdeněk Vojtěch Popel von Lobkovitz (1568-1628), El Primer Príncipe de la familia

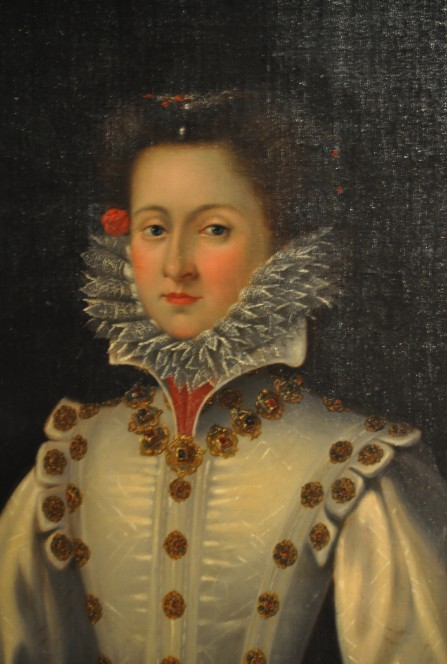
Polyxena Pernštejn

- Zdeněk Vojtěch Popel von Lobkowitz (Zdeněk Vojtěch Popel z Lobkovic) (1568-1628), Primer Príncipe Lobkowicz (1. Fürst Lobkowitz). Canciller del Reino de Bohemia bajo los emperadores Rodolfo II, Matías y Fernando II. Zdeněk Vojtěch era una figura política importante en Bohemia y en el imperio Habsburgo. Él y su esposa Polyxena Pernštejn (1566-1642), hija de un Canciller, lideraban el bloque "español" (esto es, católico) en la corte, opuesto a la facción protestante. Tras la famosa Defenestración de Praga de 1618, los nobles enviados por el emperador se refugiaron en el cercano Palacio Lobkowicz. Las propiedades de los Lobkowicz habían sido confiscadas por los protestantes (1618) pero la derrota de éstos en la Batalla de la Montaña Blanca (1620) dio como resultado la restauración de sus bienes y aseguró que la familia, de la nobleza católica, seguirían siendo muy influyentes. Ese mismo año, el rey Felipe III de España concedió a Zdeněk Vojtěch la Orden del Toisón de Oro. En 1624, Fernando II le concede el título de Príncipe Imperial del Sacro Imperio (17 de octubre de 1623).
- Polyxena Pernštejn (1566-1642), primera Princesa Lobkowitz, hija de Vratislav de Pernštejn (1530 - 1582), Chanciller del Reino de Bohemia, y de María Maximiliana Manrique de Lara y Mendoza (1538 - 1608), una mujer importante de la nobleza española. En 1587, Polyxena se convirtió en la cuarta esposa de William of Rosenberg (1535-1592), Alto Tesorero de Bohemia y el hombre más rico del país. Cuando muere William, Maximiliana casa con Zdeněk Vojtěch Popel von Lobkowicz, Canciller del reino, y más adelante Príncipe Lobkowicz. Como William no tuvo hijos de sus matrimonios, el matrimonio con Zdeněk Vojtěch aportó mayor riqueza y propiedades a la familia Lobkowicz. Polyxena y su esposos fueron muy influyentes en la corte Imperial Habsburgo, donde representaban la oposición católica a las facciones protestantes. Después de la Defenestración de Praga en 1618, los ministros católicos del Emperador se refugiaron en el Palacio de Lobkowicz. El incidente quedó reflejado después en cierto cuadro que manifiesta un rsión romántica del incidente, con Polyxena cerrando la puerta del palacio contra una muchedumbre protestante mientras que los ministros maltratados acobardan detrás de ella - mientras que otra versión de los acontecimientos reclama que Polyxena ocultó los ministros debajo de sus faldas. La derrota de los protestantes en la batalla de la montaña blanca en 1620 aseguró que la familia de Lobkowicz continuaría desempeñando un papel importante en política bohemia e imperial. Polyxena de Pernstein, es conocida por haber donado a la iglesia de los Carmelitas de Praga la célebre estatua de cera, el Niño Jesús de Praga, al que se atribuyen hechos milagrosos.[1]
- Kateřina Benigna Popelovna Lobkowicz  (o Benigna Kateřina z Lobkowicz) (1594-1653), esposa de Vilém mladší Popel z Lobkowicz, ayudó a convertir el Loreto de Praga en un importante lugar de peregrinación.[2] Financió las obras del edificio, diseñado por el arquitecto italiano Giovanni Orsi, construido entre 1626 y 1631.
- Ana Magdalena Baronesa Popel von Lobkowicz (1606-1668), hija de la anterior y de Guillermo "el Joven" Popel von Lobkowicz (Vilém Popel z Lobkowicz), Señor de Horšovský Týn. Casó con Julius Henry, Mariscal de campo Imperial y futuro Duque de Sajonia-Lauenburg (1632). Solo sobrevivieron dos de sus seis hijos. El más joven, Julio Francisco (1641-1689), fue el último de los duques de la casa de Ascania en Sajonia-Lauenburg.
- Juan Caramuel Lobkowitz (1606-1682), fue un filósofo católico español, matemático, arquitecto, teórico de la arquitectura, eclesiástico y escritor, que se cree es nieto de la hija mayor de Jan Popel z Lobkowicz (1527-1590). Después de una infancia precoz, entró en la Orden Cisterciense y más tarde obtuvo el doctorado en teología por la Universidad de Lovaina. Por sus títulos y posición fue el representante de Felipe IV de España en la corte del Emperador Fernando III; Abad de Melrose, Escocia; abad superior de los Benedictinos de Viena; gran vicario del Arzobispado de Praga; obispo de Satrianum; obispo de Campagna; y, por último, obispo de Vigevano. Persona de gran actividad intelectual, publicó 262 obras sobre temas van desde la poesía a la astronomía pasando por el ascetismo; fue uno de los primeros estudiosos de la teoría de la probabilidad; diseñó la fachada de la catedral de Vigevano. Cuando los suecos atacaron Praga en 1648, armó y dirigió a los clérigos para servir en la defensa de la ciudad. Por su valentía el emperador le concedió el collar de oro.

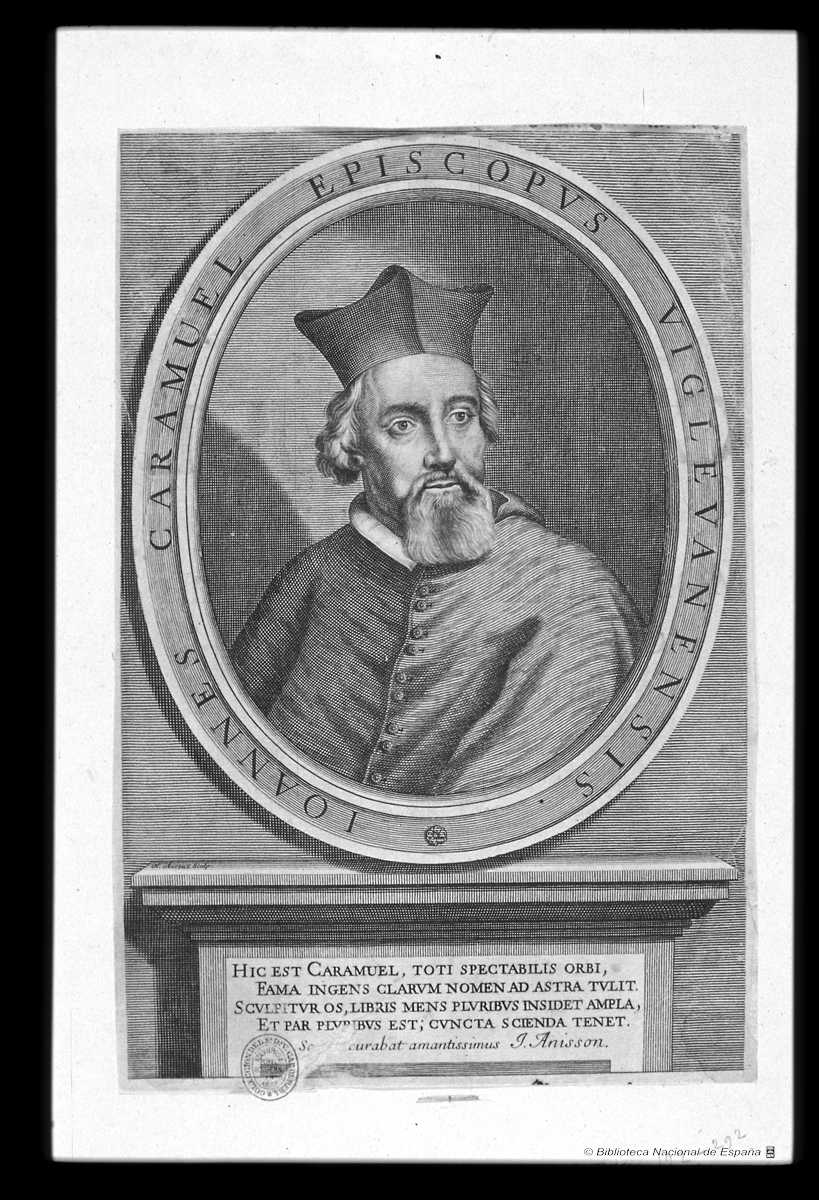
Juan Caramuel y Lobkowitz, Matemático y Teólogo español

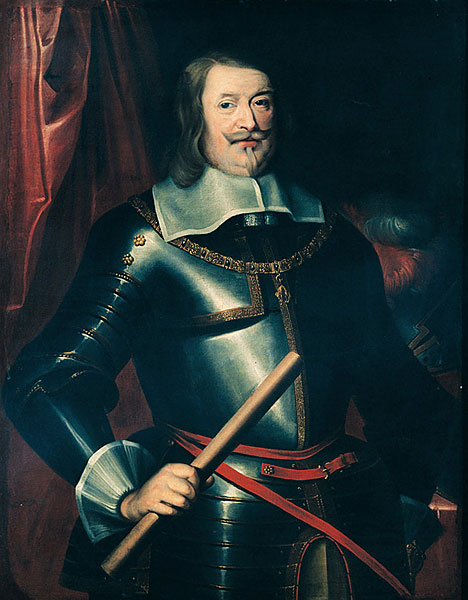
El Segundo Príncipe Lobkowtz, Wenzel Eusebius von Lobkowitz (1609-1677)

- Wenzel Eusebius von Lobkowitz (o Václav Eusebius František) (1609-1677), Segundo Príncipe Lobkowitz (2. Fürst Lobkowitz), hijo único de Zdeněk Vojtěch y Polyxena Pernštejn, llegó a ser uno de los más influyentes estadistas del siglo XVII. Organizó un regimiento propio para luchar en la Guerra de los Treinat Años. Consejero de los emperadores Ferdnando III y Leopoldo I en la corte Habsburgo, como Presidente del Gabinete de Guerra (desde 1652) y Presidente del Consejo Privado (desde 1669). Estaba en relación muy próxima con la Infanta Margarita Teresa de España, la joven esposa de Leopoldo I. El retrato de la Infanta (atribuido a Velázquez) de las Colecciones Lobkowicz se supone adquirido durante el reinado de Leopoldo. También transformó las propiedades de su familia: supervisando la remodelación del palacio Lobkowicz en Praga, hecha por artistas italianos en estilo barroco; reconstruyendo el castillo de Roudnice; y adquiriendo de Fernando III la finca ducal de Sagan en Silesia (1646).
- František Vilém z Lobkowicz (1616-1670), cuarto hijo de Vilém mladší Popel z Lobkowicz, sirvió de Consejero de los emperadores Fernando III y Leopold I entre 1647 y 1659. Premiado con el título honorífico de Cazador Mayor del Reino de Bohemia.
- Ferdinand August von Lobkowitz (1655-1715), Tercer Príncipe Lobkowitz (3. Fürst Lobkowitz), amante de la pintura, sumó a las Colecciones Lobkowitz, entre otras, el David con cabeza de Goliat de Veronese,  Hygieia y la serpiente sagrada de Rubens, la Aldea en invierno de Pieter Brueghel el joven, y el San Martín dividiendo su capa de Jan Brueghel el Viejo. Además de sus propias adquisiciones, sus esposas también traían pinturas como sus dotes. La primera, Claudia Franziska von Nassau Hadamar, trajo con sus retratos de la casa de Nassau así como una serie de retratos aficionados pintados por su madre. La segunda, Maria Anna von Baden, trajo una variedad de pinturas del Norte, incluyendo Lucas Cranach el Viejo La Virgen y el Niño con Santos Bárbara y Catalina de Alejandría y Cranach el Joven Jesús y la mujer adulterada. Además, sus esposas aportaron con la dote más cuadros: La primera, Claudia Franziska von Nassau Hadamar, trajo retratos de la casa de Nassau así como retratos de aficionada pintados por su madre. La segunda, Maria Anna von Baden, trajo una variedad de pinturas del Norte, incluyendo La Virgen y el Niño con Santa Bárbara y Catalina de Alejandría, de Lucas Cranach el Viejo, y el Jesús y la mujer adúltera de Lucas Cranach el Joven. Ferdinand August fue también el primer príncipe Lobkowicz que coleccionó partituras musicales, además de ser un buen laudista.
- Wenzel Ferdinand Popel von Lobkowitz (1656-1697), Conde de Bílina. Además de ser Conde de Bílina, ciudad bohemia famosa por sus curativas aguas minerales, Wenzel Ferdinand fue consejero imperial y chambelán, además de representante de Baviera, Francia, España, Inglaterra, y los Países Bajos. A la vez era comisionado de Lambertus Cleffius, en los Países Bajos, de la cerámica Delft, que hoy todavía existe.
- Philipp Hyazinth von Lobkowitz (1680-1734),Cuarto Príncipe Lobkowitz (4. Fürst Lobkowitz), fue un mecenas de las artes que coleccionó partituras en sus numerosos viajes a Inglaterra. El compositor Silvius Leopold Weiss, uno de los mejores laudistas de su tiempo, fue profesor de música de Philip Hyacinth (Felipe JAcinto) y de su segunda esposa, Anna Maria Wilhelmina von Althan,[3] a la que dedicó varias de sus obras.
- Wenzel Ferdinand Karl von Lobkowitz (1723-1739), Quinto Príncipe Lobkowitz (5. Fürst Lobkowitz), Señor de Sagan .
- Eleonore, Princesa Lobkowicz (1682-1741) hija del tercer Príncipe Lobkowicz. A comienzos del XVIII había limpiado y acondicionado el manantial de aguas minerales de Bílina, punto de partida para que la ciudad albergara el famoso balneario. En 1701 casó con Adam Franz Eusebius, Príncipe heredero de Schwarzenberg, que tuvo la desgracia de morir accidentalmente en una cacería del emperador Carlos VI (1732). En consecuencia, el hijo de Eleonore Joseph Adam, fue mantenido en la corte de Viena con una pensión de 5000 florines (gulden).
- Eleonora Carolina (1685-1720), condesa de Bílina. Hija y única heredera del conde Ferdinand Wenzel, se casó con su primo lejano Felipe Jacinto (Philipp Hyazinth), cuarto príncipe Lobkowicz.
- Johann Georg Christian von Lobkowitz, Fürst von Lobkowicz (1686-1755). Mariscal de campo de los ejércitos imperiales, Georg Christian fue el cuarto hijo del tercer príncipe Lobkowicz. Mandó sobre el ejército creado en la Guerra de los Treinta Años por Václav Eusebius, segundo príncipe Lobkowicz, y fue comandante en jefe del ejército Habsburgo en Italia. Las colecciones Lobkowicz poseen los retratos de dieciocho oficiales que sirvieron en el regimiento Lobkowicz.
- Ferdinand Philip von Lobkowitz (1724-1784), Sexto Príncipe Lobkowitz (6. Fürst Lobkowitz). Después de que Federico El Grande de Prusia invadiera Silesia, durante la Guerra de Sucesión de Austria, Ferdinand Philip apoyó a Federico contra la Emperatriz María Teresa de Austria, porque quería proteger sus posesiones en ese territorio, adquiridas en tiempos de Václav Eusebius. Tal vez por esa razón fue uno de los dos príncipes Lobkowicz que no fue premiado con la orden del Toisón de Oro. Como quería evitar la guerra en Silesia y Bohemia y no era bien visto en la corte Habsburgo, Ferdinand Philip pasó mucho tiempo en Inglaterra, acompañado por Christoph Willibald Gluck, empleado suyo en la orquesta del Palacio Lobkowicz. Retornó a Bohemia trayendo dos pinturas de Canaletto (vistas de Londres). Su astuta protección de las posesiones de Silesia, valió la pena: fallecido Ferdinand, fueron vendidas al Duque de Curlandia por la extraordinaria suma (en aquellos tiempos) de un millón de florines.
- Joseph František Maximilian von Lobkovitz (1772-1816), Séptimo Príncipe Lobkowitz (7. Fürst Lobkowitz) y último Señor de Sagan de la familia,[4] fue mecenas de Joseph Haydn y Ludwig van Beethoven. Al contrario que Ferdinand Philip, mantuvo muy buena relación con los Habsburgo. El emperador José II le concedió el título de duque de Roudnice (1786), y para las celebraciones por la coronación del emperador Leopoldo II como rey de Bohemia (1791), encargó la reconstrucción del exterior del Palacio Lobkowicz, dándole el aspecto que conserva hasta nuestros días. Además de su talento musical para el canto, el violín, y el violonchelo, Maximilian fue un gran mecenas de las artes: miembro fundador de la Sociedad de Amigos de la Música de Viena, miembro de la Sociedad para la Promoción de la Cultura Musical en Bohemia, y director del Teatro de la Corte de Viena. Pero su mayor aportación al mundo musical fue el mecenazgo de Beethoven, quien le dedicó varias obras mayores, entre ellas las Sinfonías Tercera (Eroica), Quinta, y Sexta (Pastoral), además del Triple Concierto.
- Ferdinand Joseph Johann Nepomuk von Lobkovitz (1797-1868), Octavo Príncipe Lobkowitz (8. Fürst Lobkowitz). Notable empresario y mecenas de las artes, fue benefactor del geólogo y palentólogo August Emanuel von Reuss. En 1835 creó una de las mayores fábricas de azúcar de Bohemia, en la ciudad de Bilin. Fue miembro del parlamento de Bohemia desde 1860 a 1863.
- Karl Johann Josef of Lobkowicz (1815-1879). Después de haber sido jefe de gobierno de 1852 a 1856, trabajó como consejero privado desde 1857. En los años 1850 y 1860 ejerció de gobernador en la Baja Austria, Moravia y Tyrol-Vorarlberg. Desempeñó un importante papel en la abolición del trabajo infantil en las regiones donde gobernó.
- Moritz Alois von Lobkowicz (1831-1903), Noveno Príncipe Lobkowitz (9. Fürst Lobkowitz). A comienzos de los 1890 era miembro del Consejo Privado Imperial.
- Georg Christian, Príncipe de Lobkowicz (1835-1908) fue líder político de la nobleza conservadora bohemia. Miembro de la Dieta Bohemia, desde 1865 a 1872 y de 1883 a 1907, que presidió dos veces como Mariscal de Campo de Bohemia. Diputado del Parlamento Austriaco de 1879 a 1883 y miembro hereditario de la Cámara Alta (1883).
- Ferdinand Zdenko Maria von Lobkowitz (1858-1938), Décimo Príncipe Lobkowitz (10. Fürst Lobkowitz). En 1907, fue nombrado chambelán del Archiduque Carlos, que fuera Carlos I de Austria, el último emperador Austro-Húngaro.
- Wilhelmina von Lobkoviktz (1863-1903) hija de Moric, el noveno príncipe. Promocionó la institución religiosa Orden de las Hermanas el Amor de Dios para atender a mujeres viudas y solteras de la nobleza, en el Palacio-castillo de Nelahozeves. Fue la última Lobkowicz que vivió allí. Sus restos descansan en el cementerio de Nelahozeves.
- Ferdinand Lobkowicz (1885-1953), llamado el Evangelista. El mayor de los hijos de Ferdinand Zdenko Maria, décimo príncipe, renunció a sus derechos dinásticos en 1920. Su hermano menor Maximilian heredó las propiedades de la familia.
- Maximilian Lobkowicz (1888-1967). A pesar de la decisión del nuevo gobierno checo de redistribuir las propiedades heredadas y abolir el uso de los títulos nobiliarios, Maximilian apoyó a la nueva democracia checoslovaca, como abogado y diplomático, haciendo campaña en el exterior para el reconocimiento internacional de la joven república. En la década de los 1930, trabajó como diplomático para evitar la anexión de los Sudetes a Alemania. Durante la Segunda Guerra Mundial fue el embajador en Gran Bretaña del gobierno checo en el exilio. En 1945 él y su familia recuperaron las propiedades confiscadas por los nazis, que volvieron a ser confiscadas por el gobierno comunista en 1948. Inmediatamente, Maximiliano y su familia se vieron obligados a exiliarse.

## Ramas familiares
Hoy día existen cinco ramas de la casa Lobkowicz : 
- los Lobkowicz de Křimice (Plzeň)
- los Lobkowicz de Roudnice
- los Lobkowicz de Dolni Beřkovice
- los Lobkowicz de Mělník
- los Lobkowicz, rama belga

## Los Lobkowicz hoy
- Michal Lobkowicz, diputado 1992-2002, 1997-1998 Ministro de la Defensa de la República Checa.
- Jaroslav Lobkowicz, diputado 1998-2006, jefe de la rama Křimice.
- František Václav Lobkowicz Lobkowicz, obispo de Ostrava y Opava.
- Jiří Lobkowicz, político, jefe de la rama Mělník.
- S.A.S. el príncipe Edouard von Lobkowicz (12 de junio de 1926 - 2 de abril de 2010), embajador de la Orden de Malta en el Líbano, casado con la princesa Francisca de Borbón.
- S.A.S. el príncipe Charles-Henri von Lobkowicz, nacido el 17 de mayo de 1964, hijo del anterior; Restaurador del châteaux de Fourchaud y del Vieux-Bostz en Besson (Allier).
- S.A.S. el príncipe Stéphane de Lobkowicz, jefe de la rama belga.

## Propiedades de la familia
Después de la Revolución de Terciopelo de 1989, varios castillos y propiedades fueron devueltos a las diferentes ramas de la familia. Entre estas propiedades están el Palacio Lobkowicz, hoy museo de arte, y los castillos: Nelahozeves (también museo), Roudnice, Střekov, Mělník, Bílina, Křimice, Dolní Beřkovice (heredado por la familia Thurn und Taxis), Jezeří (vendido por la familia), Vysoký Chlumec (vendido por la familia), Hasištejn, Chomutov, Líčkov, Felixburk, Neustadt an der Waldnaab, Horšovský Týn, y Zbiroh.

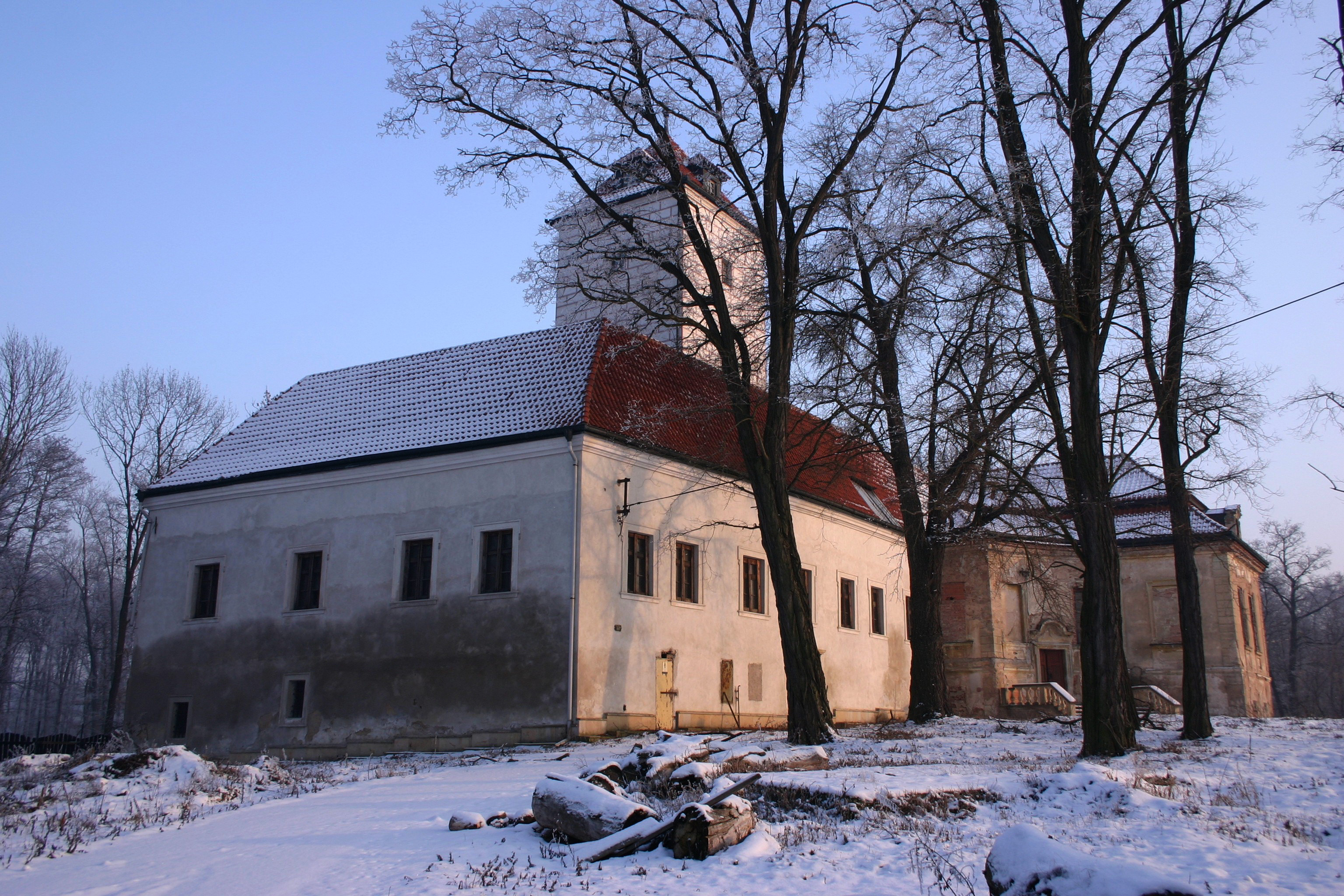
Castillo Lobkovice
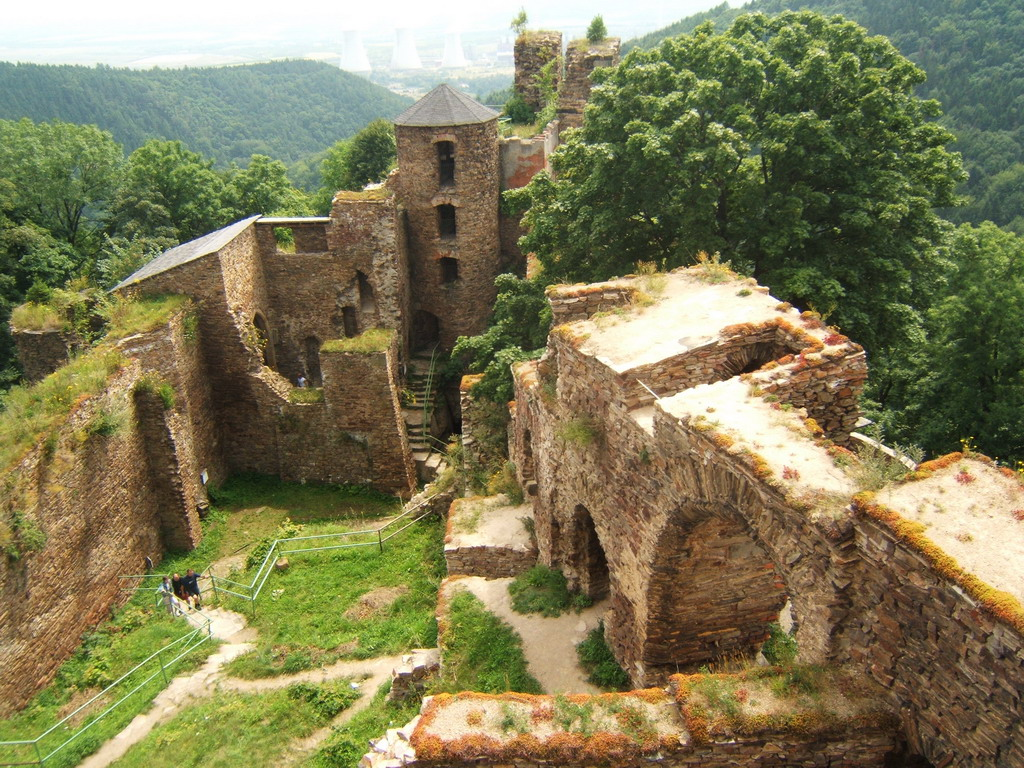
Castillo Hasištejn
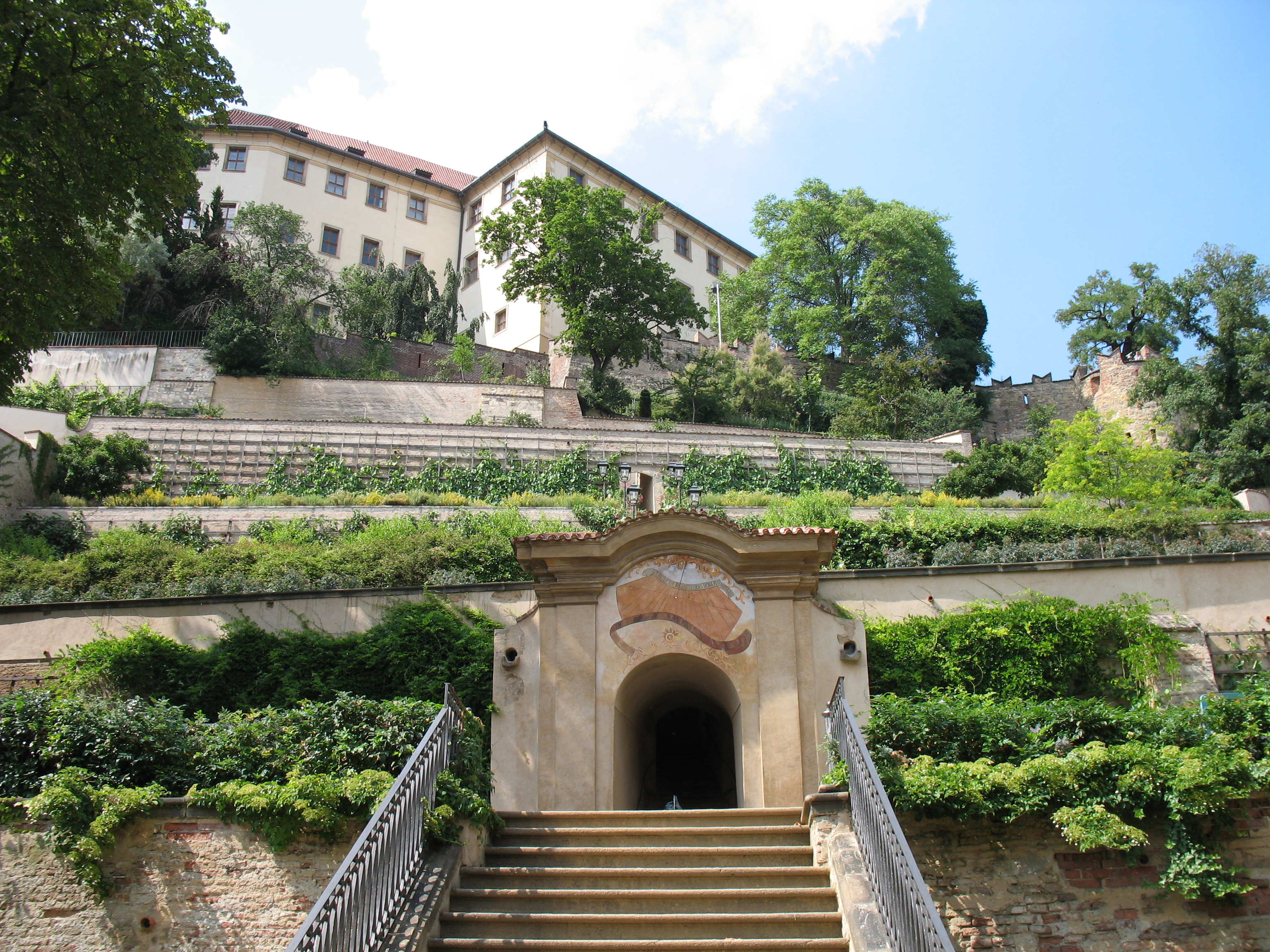
Palacio Lobkowicz próximo al Castillo de Praga
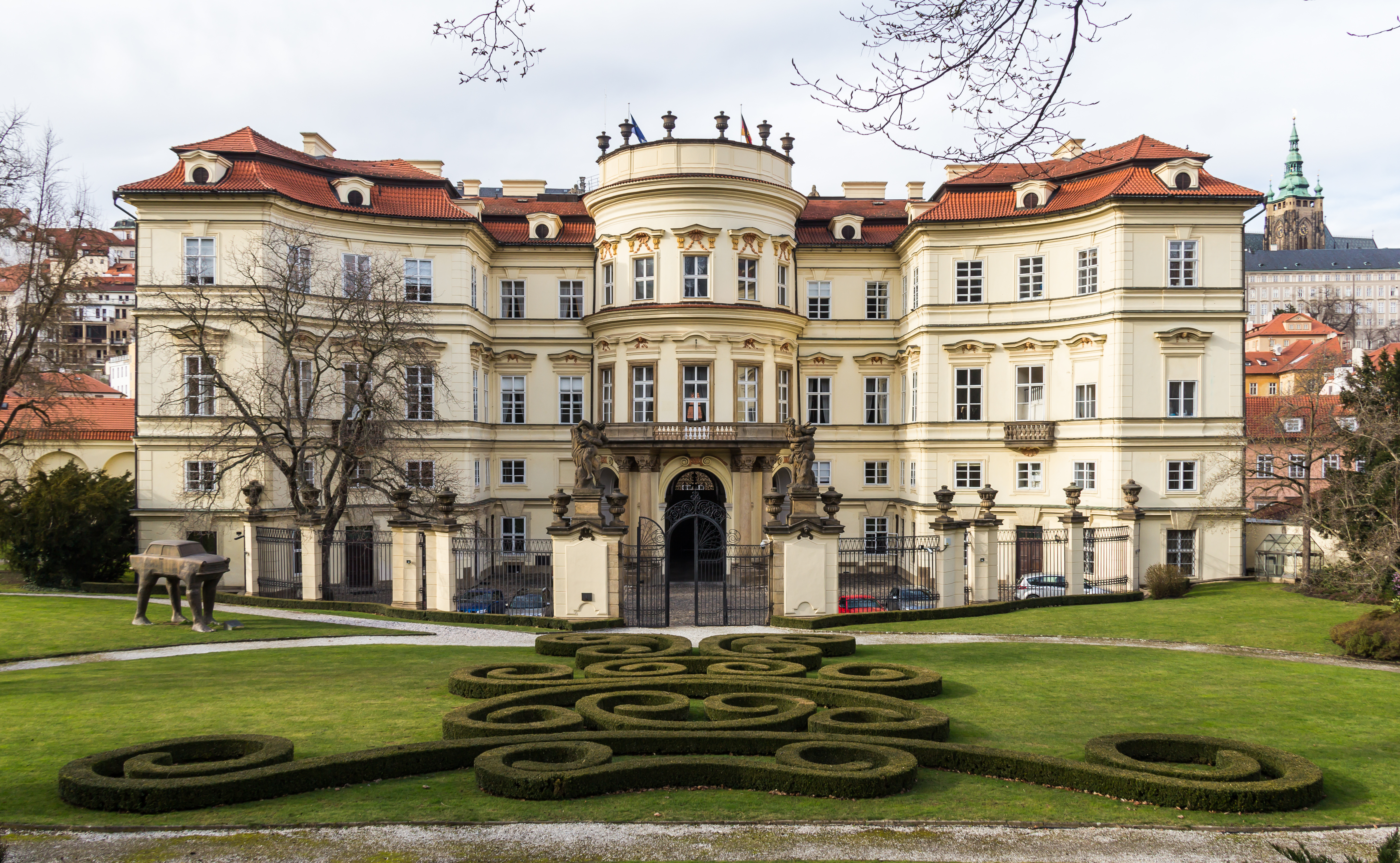
Palacio Lobkowicz en Malá Strana, Praga, hoy Embajada de Alemania
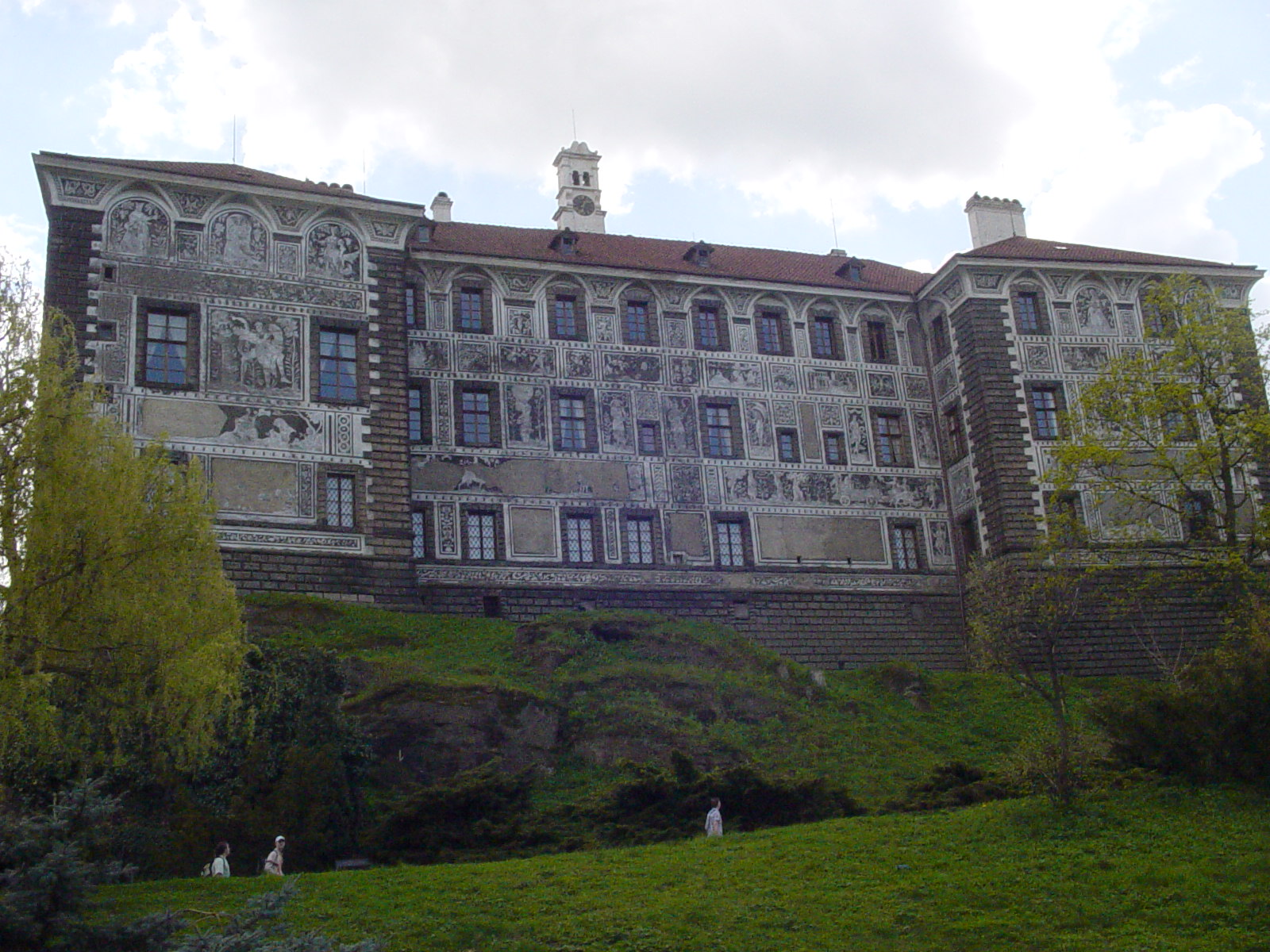
Nelahozeves Castillo
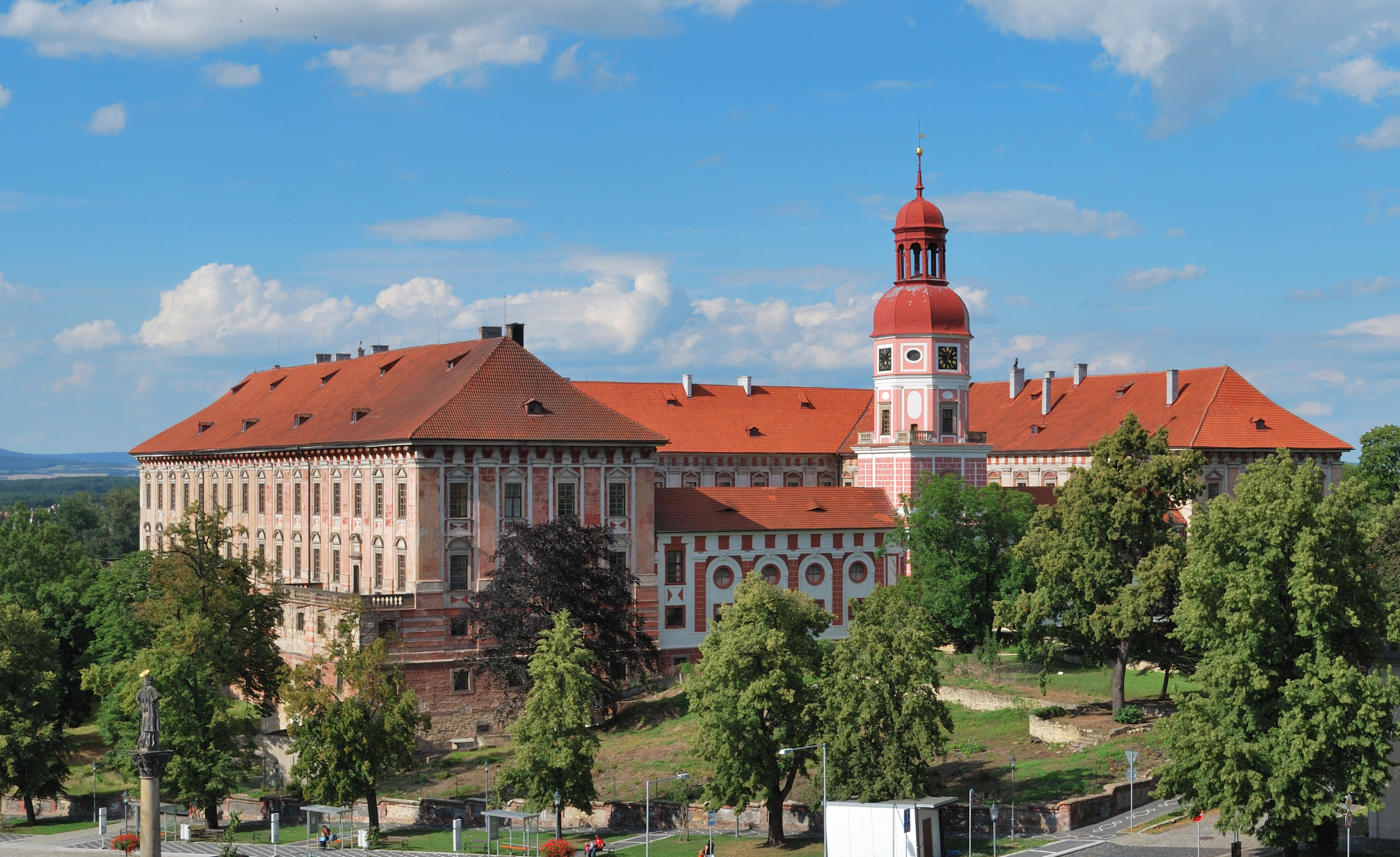
Castillo Roudnice nad Labem
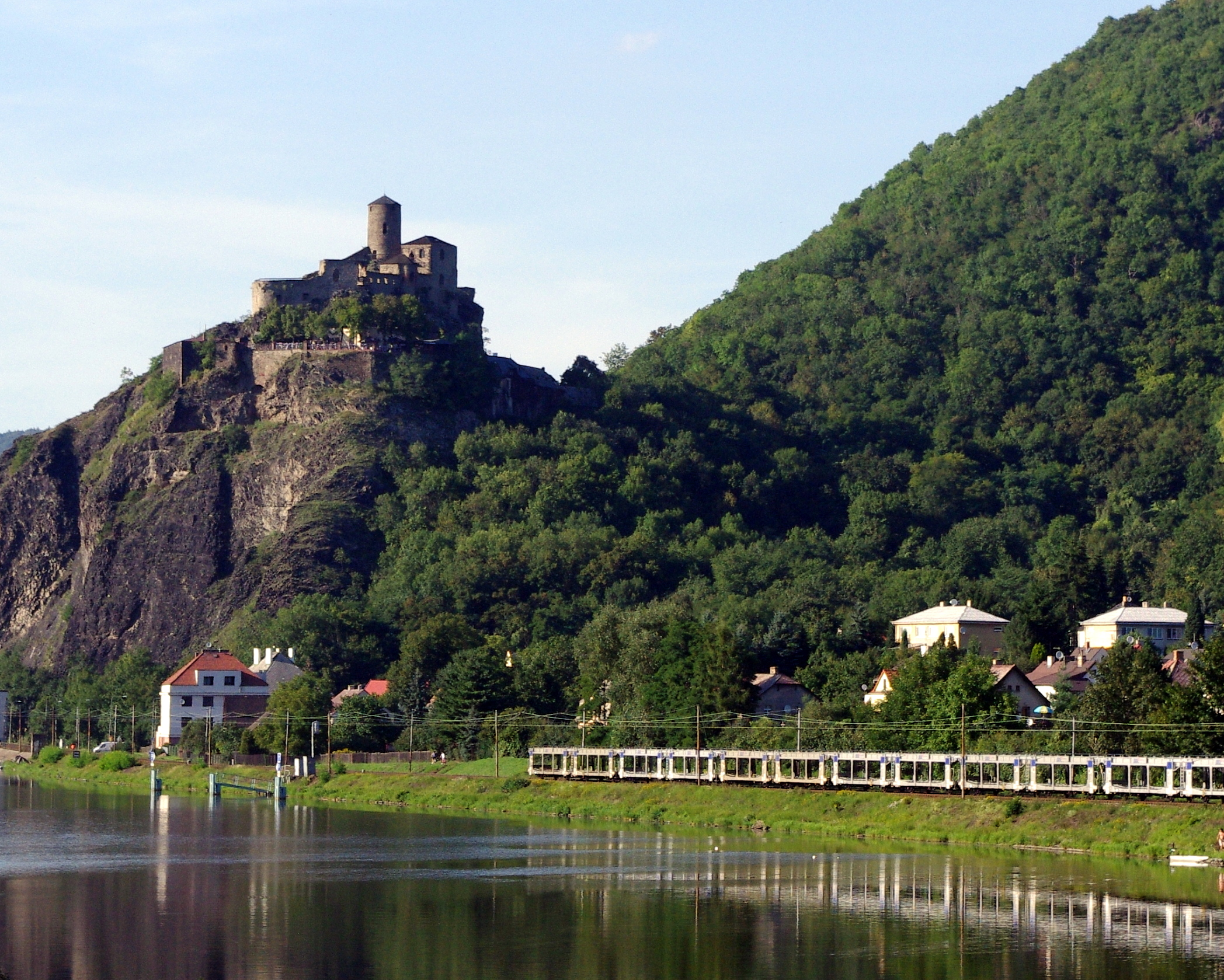
Castillo Střekov
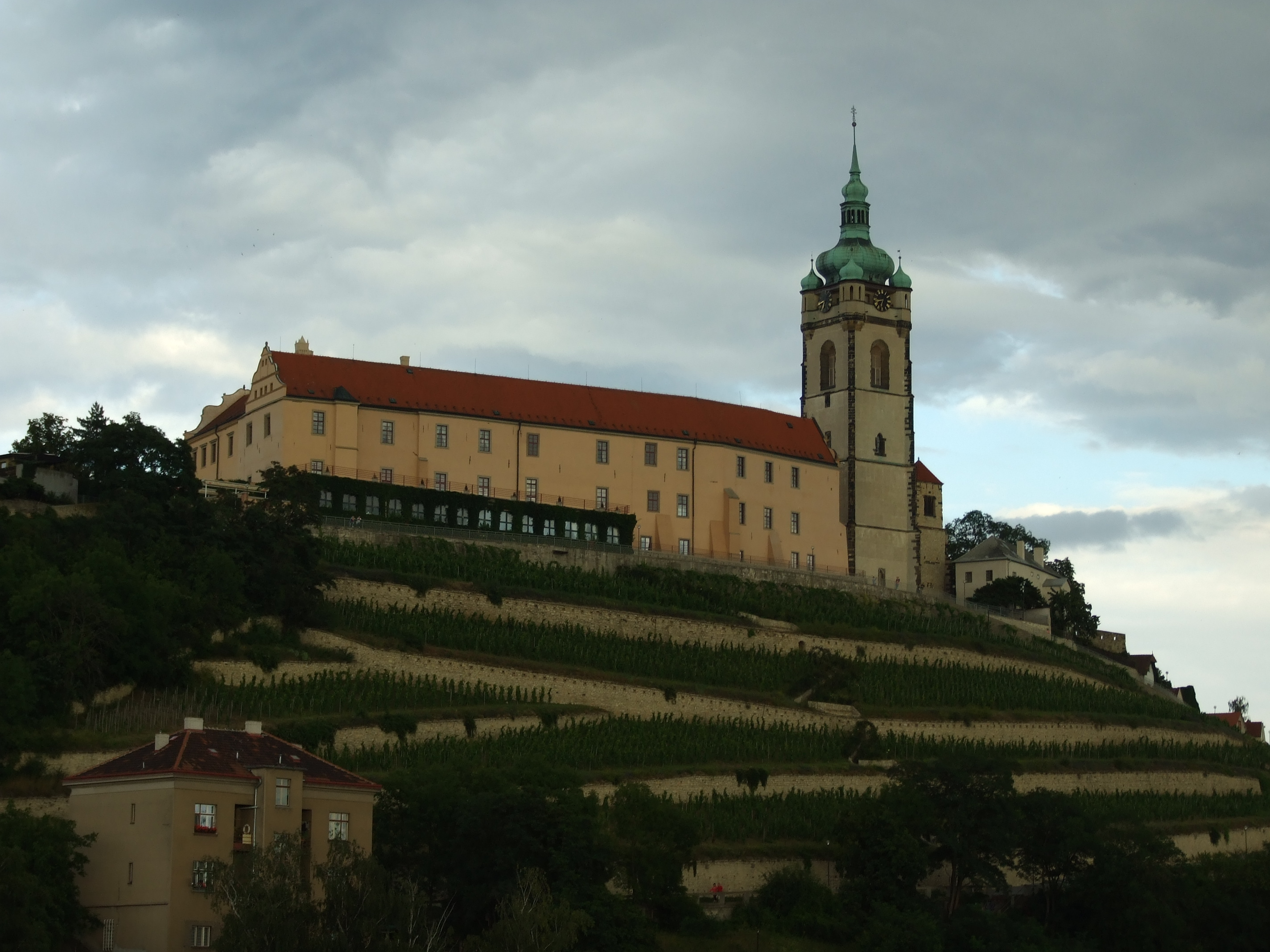
Castillo Mělník
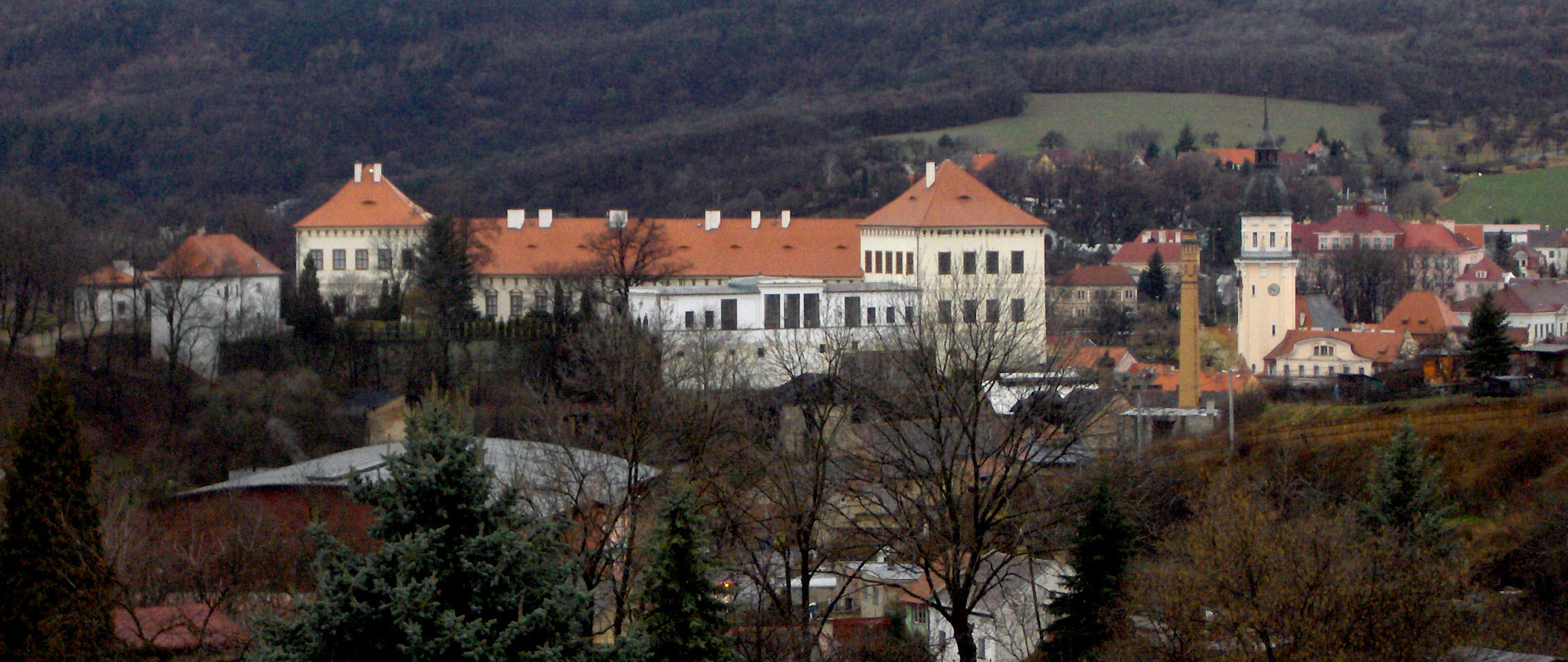
Castillo Bílina
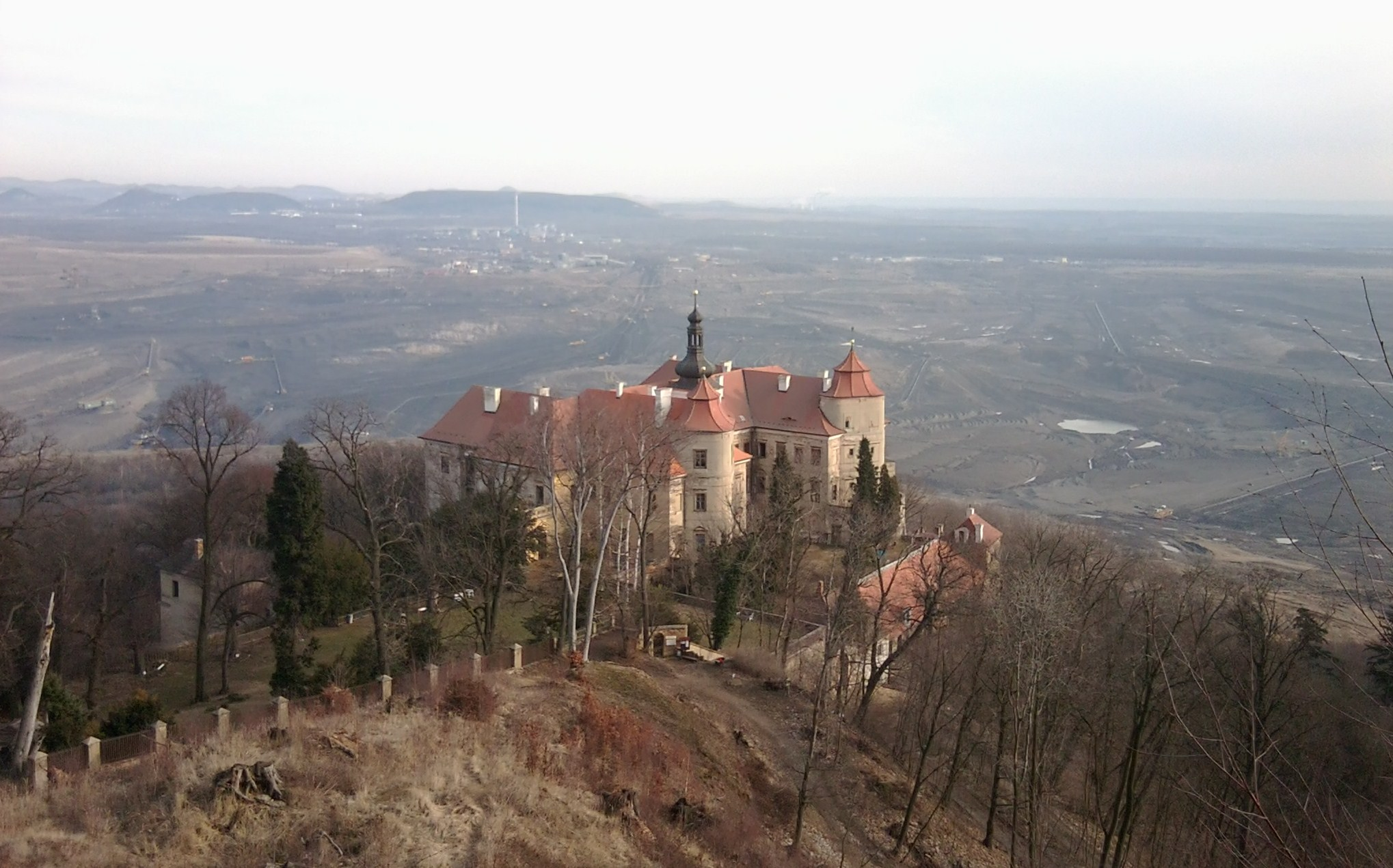
Castillo Jezeří junto a Horní Jiřetín
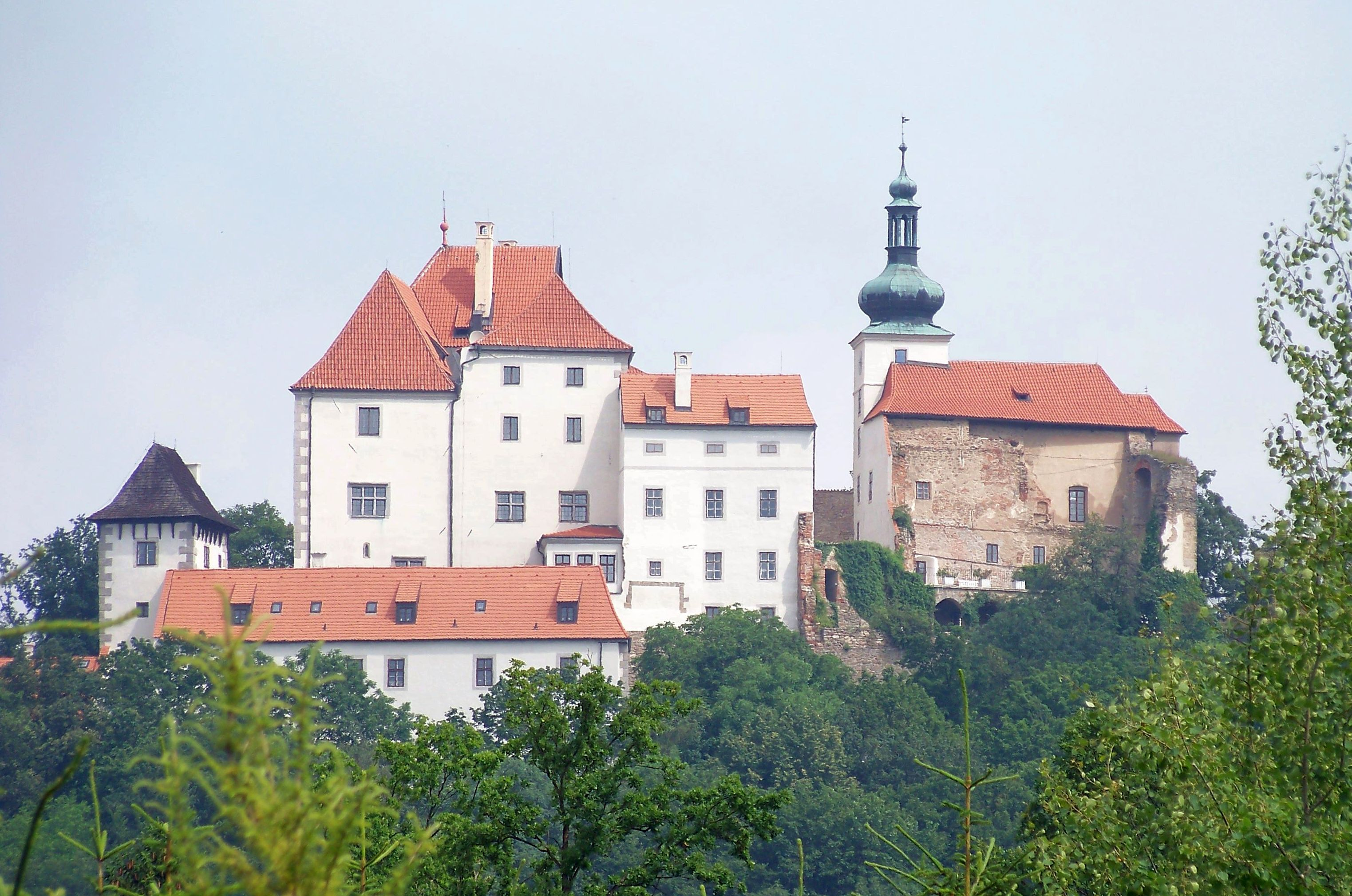
Castillo Vysoký Chlumec